# Dili
Dili je glavni i najveći grad Istočnog Timora sa 192 652 stanovnika. 

## Geografska obilježja
Grad leži u tjesnacu Ombai, na sjeveru otoka Istočni Timor.

## Povijest
Dili su osnovali Portugalci 1520. godine i uredili ga kao upravno središte svoje kolonije. U kraćim razdobljima tom kolonijom vladali su i Španjolci, Nizozemci i Britanci. 
Za vrijeme Drugog svjetskog rata Dili i Istočni Timor okupirali su Japanci, a nakon rata ponovno je postao portugalska kolonija. Portugalci su napustili Istočni Timor 1975., ali su otok odmah okupirale indonezijske snage. Indonežani su 1976. proglasili Dili glavnim gradom svoje Provincije Istočni Timor. Krajem 1990-ih ojačale su težnje za neovisnošću, pa je 1999. Istočni Timor dobio samostalnost pod nadzorom Ujedinjenih naroda. Dili je postao upravno središte. Kad je 
Istočni Timor dobio punu samostalnost 2002. Dili je proglašen glavnim gradom. 

## Gospodarstvo i promet
Dili je glavna luka i trgovačko središte Istočnog Timora, a grad posjeduje i međunarodnu zračnu luku s redovitim letovima prema Australiji, Indoneziji i Singapuru. 

## Vanjske poveznice
- Dili na portalu Encyclopædia Britannica